# Mack Trucks
Pour les articles homonymes, voir Mack.
Mack Trucks est un fabricant américain de camions. La société est passée dans le giron de Renault Véhicules industriels en 1990. Volvo A.B. rachète le groupe Renault Trucks et fait en même temps l'acquisition de Mack. La société produit des camions de chantier mais également des véhicules destinés aux longues distances.
Le siège, situé historiquement à Allentown (Pennsylvanie), a été déplacé à Greensboro (Caroline du Nord). L'usine de Macungie, située à proximité d'Allentown, produit les modèles Granite, RD, RB, CL, LE, DM et MR. Les modèles grandes distances "Vison by Mack" et CH sont produits à Dublin en Virginie. La société a aussi une usine à Richlands, dans le Queensland, en Australie.

## Histoire
Au début des années 1900 quand les Américains se sont lancés dans l’automobile, les camions étaient surtout des véhicules commerciaux légers sur des bases de voitures renforcées pour transporter des charges plus lourdes.
Jack Mack, né en 1864, devait changer tout cela. Il est d'une famille de cinq frères (les autres sont William, né en 1859, donc il est l'ainé, Charles, Joseph et Augustus). Il est élevé à la ferme de ses parents allemands près de Scranton en Pennsylvanie aux États-Unis.
En 1878 Jack quitta ses parents pour aller travailler comme « teamster ». Il avait 14 ans. Mack a appris comment travaillent des moteurs à vapeur, un talent qui l'a porté à la mer puisqu’il a travaillé pendant plusieurs années sur des bateaux et des docks autour des États-Unis et de la région du canal de Panama.
Avec sa vie de marin, Jack Mack apprit le métier et décida avec son frère Augustus d’acheter une petite société de construction de chariot à wagons à Brooklyn en 1893. Ce n'était pas le bon moment pour commencer ces affaires car le pays avait été saisi par la dépression économique et les frères satisfaisaient peu de monde. Cependant, ils réussirent à se forger une solide réputation comme dépanneurs de chariots. Jack et Augustus commencèrent alors à expérimenter de nouveaux types de véhicules à moteur qui commencèrent à tourner autour de grandes villes.
En 1900, après huit ans de travail, leur premier véhicule à moteur était prêt. Actionné par un moteur à essence à quatre cylindres de conception Mack, utilisant un embrayage à cône, une transmission à 3 rapports, et une vitesse de 32 km/h, ce véhicule était un autobus, conçu pour porter 20 touristes jusqu’au parc de Brooklyn. C'était le premier autobus réussi aux États-Unis. Ce modèle fut fabriqué à 150 exemplaires jusqu'en 1914. Le Mack inaugural a servi pendant 8 ans pour le transport en commun, puis a été converti en camion et ensuite retiré de la circulation, après 17 ans et un million de miles, soit 1,6 million de km parcourus.
Le prototype le "vieux numéro un" était si réussi que d'autres commandes allaient bientôt suivre. Les trois autres frères de Mack se sont associés à Jack (ou plutôt à la société Mack Brothers Company) dans l'État de New York en apportant $35 000 de fonds.
En 1905 ils étaient devenus trop grands pour leur petit local de Brooklyn et s'étaient déplacés à Allentown, Pennsylvanie. Mais Jack Mack n'avait pas l’intention de produire des véhicules utilitaires pour le bâtiment. Il s’est frayé un chemin dans la conception et la fabrication des camions sur mesure en utilisant les composants durables, avec des vraies pièces, conçues spécialement pour ses véhicules. Très tôt, il a conçu des camions avec les sièges au-dessus du moteur, ce qui préfigurait les cabines modernes. Les camions pouvaient transporter une capacité de 7,5 tonnes.
Mack s'est également distingué dans les pompes à incendie, dans les voitures de chemin de fer et les autobus. Jusqu’en 1911, Mack est le premier fabricant de camions résistants, produisant 600 unités par an. Mais, il a eu besoin de plus d'argent pour augmenter sa production et continuer de grandir, et le financier J.P. Morgan organise la fusion de Mack Company avec Saurer Motor Company et Hewitt Motor Company, pour former l’International Motor Company. La compagnie laissera finalement tomber les productions autres que les camions. Peu satisfaits des changements des cadres supérieurs de la nouvelle compagnie, lui et trois de ses frères vont reformer la nouvelle firme. En 1918, Saurer redevint autonome, les noms de Hewitt et International ne sont plus utilisés, pour éviter toute confusion avec une autre marque américaine, International trucks Harvester.
En 1914, la série AB fut annoncée avec de 3 à 7 tonnes de charge utile avec 3 essieux en option. Produite jusqu'en 1937 et 55 000 camions de ce modèle furent vendus. En 1915, la série AC fut lancée, 40 299 modèles furent produits jusqu'en 1939. 
Mais Mack forgera surtout sa réputation pendant la Première Guerre mondiale. En 1917, les États-Unis entrent en guerre. Environ 1 600 Mack AC seront envoyés en France. Ce camion de 6 tonnes était surnommé « le bulldog » à cause de sa résistance, ce qui donnera naissance au symbole de la marque, et c'est en 1922 qu'il fut adopté comme logo. Le capot avant était directement inspiré des modèles… Renault de l’époque (le célèbre capot alligator), ce que reconnaît explicitement le catalogue en 1916.

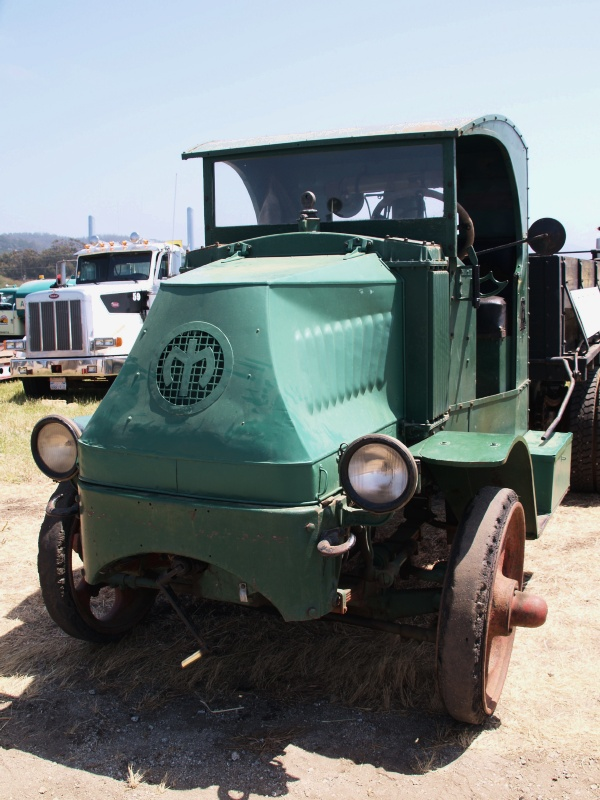
Mack AC, vers 1915.
Série de camions militaires Mack à Allentown en 1918.
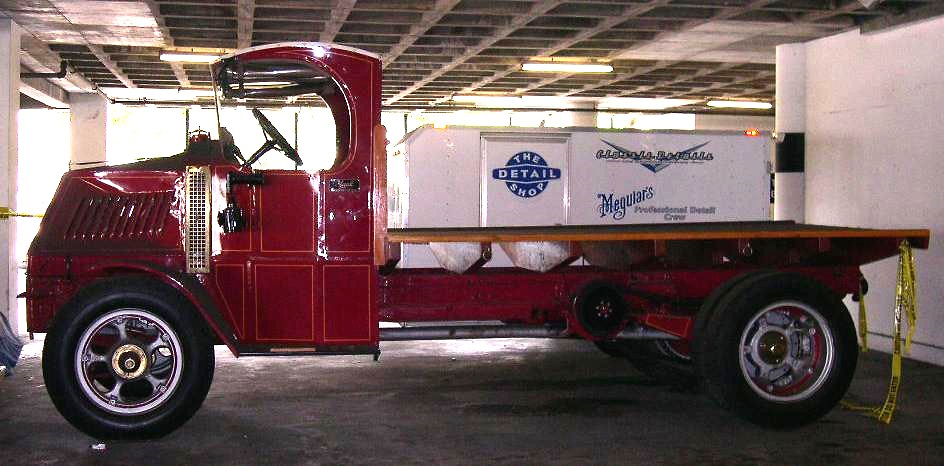
Un camion Mack AC des années 1920.

En 1927, le modèle B, fut entre autres proposé sur le marché et ce jusqu'en 1941, et 15 000 camions furent vendus.
En 1933, c'est la série C qui fut produite jusqu'en 1942 avec 9 000 véhicules. En 1936, les modèles de série Mack E de 4 à 6 tonnes de charges utiles, et aussi des tracteurs EQ de 10 à 12 tonnes furent inaugurés. Aussi la compagnie inaugure une nouvelle gamme de camion léger nommée : Junior. En 1937, la série F fut inaugurée.
Pendant la Seconde Guerre mondiale, Mack fut un important fournisseur de camions, y compris des porteurs, des dépanneuses et des porte-chars d’assaut. Après la guerre Mack introduisit la série L, dérivée du NR militaire. Après la guerre, l'entreprise ouvrit une usine en Angleterre pour reconditionner les camions militaires Américains Mack et par la suite l'usine fabriqua des modèles de camions, de 7 tonnes, à moteurs Perkins et Leyland, avec une transmission Albion et d'une cabine Bonallack. Un modèle à capot de 14 tonnes de charge utile, avec une cabine d'origine Bedford fut aussi produit. Mack ferma son usine britannique en 1964.

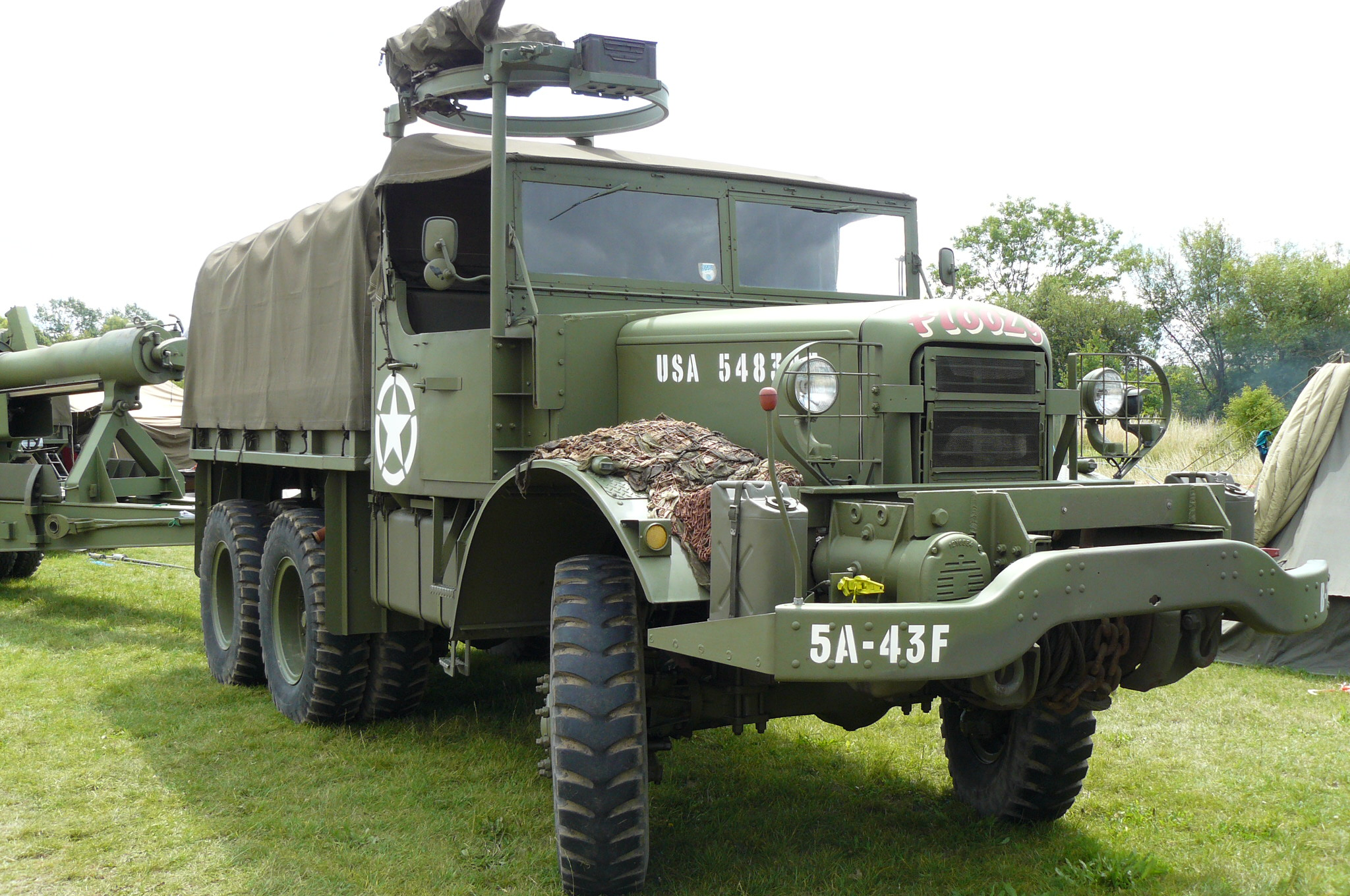
Mack NO de la Seconde Guerre mondiale.
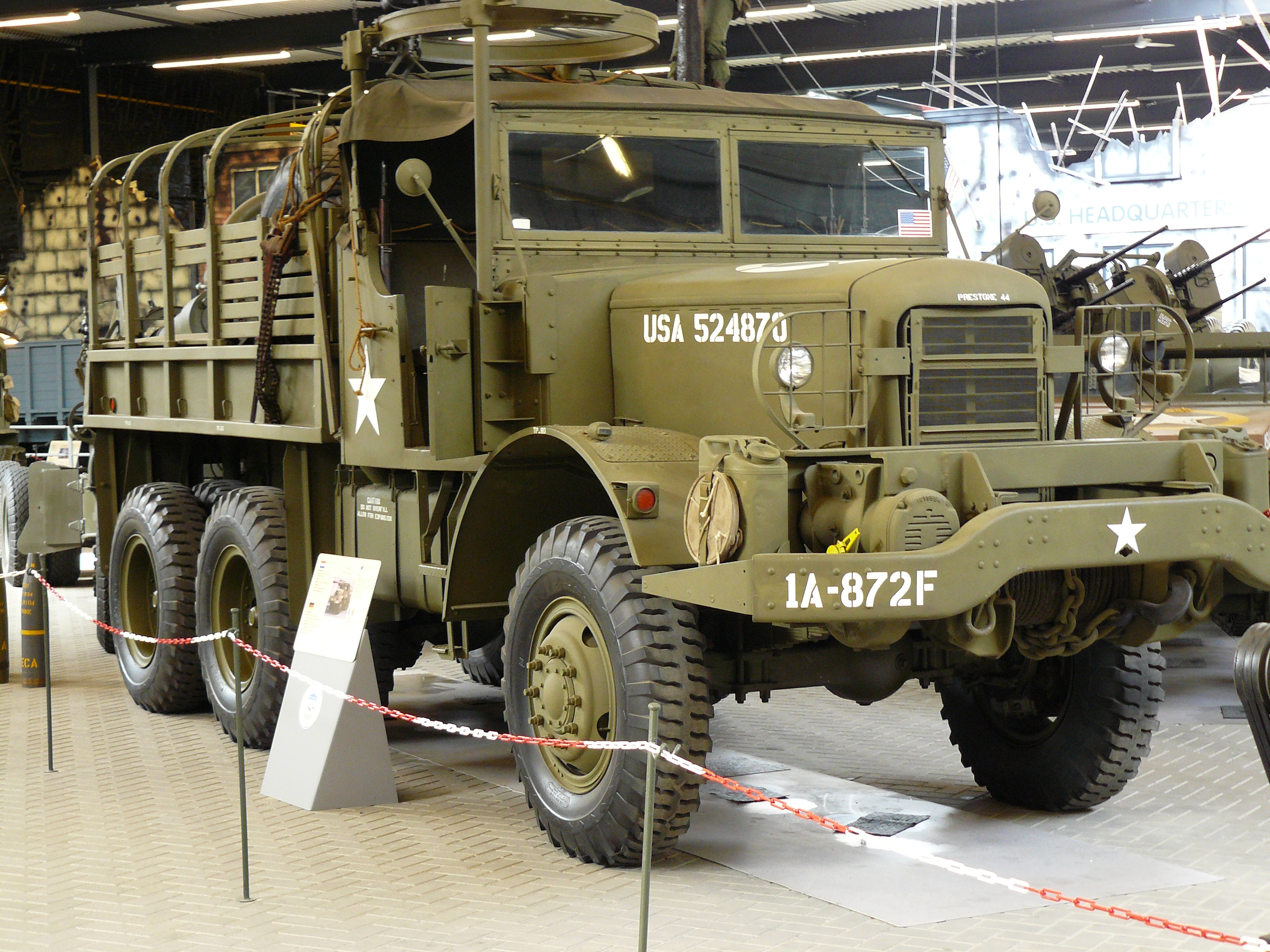
Mack NO-6 de la Seconde Guerre mondiale.
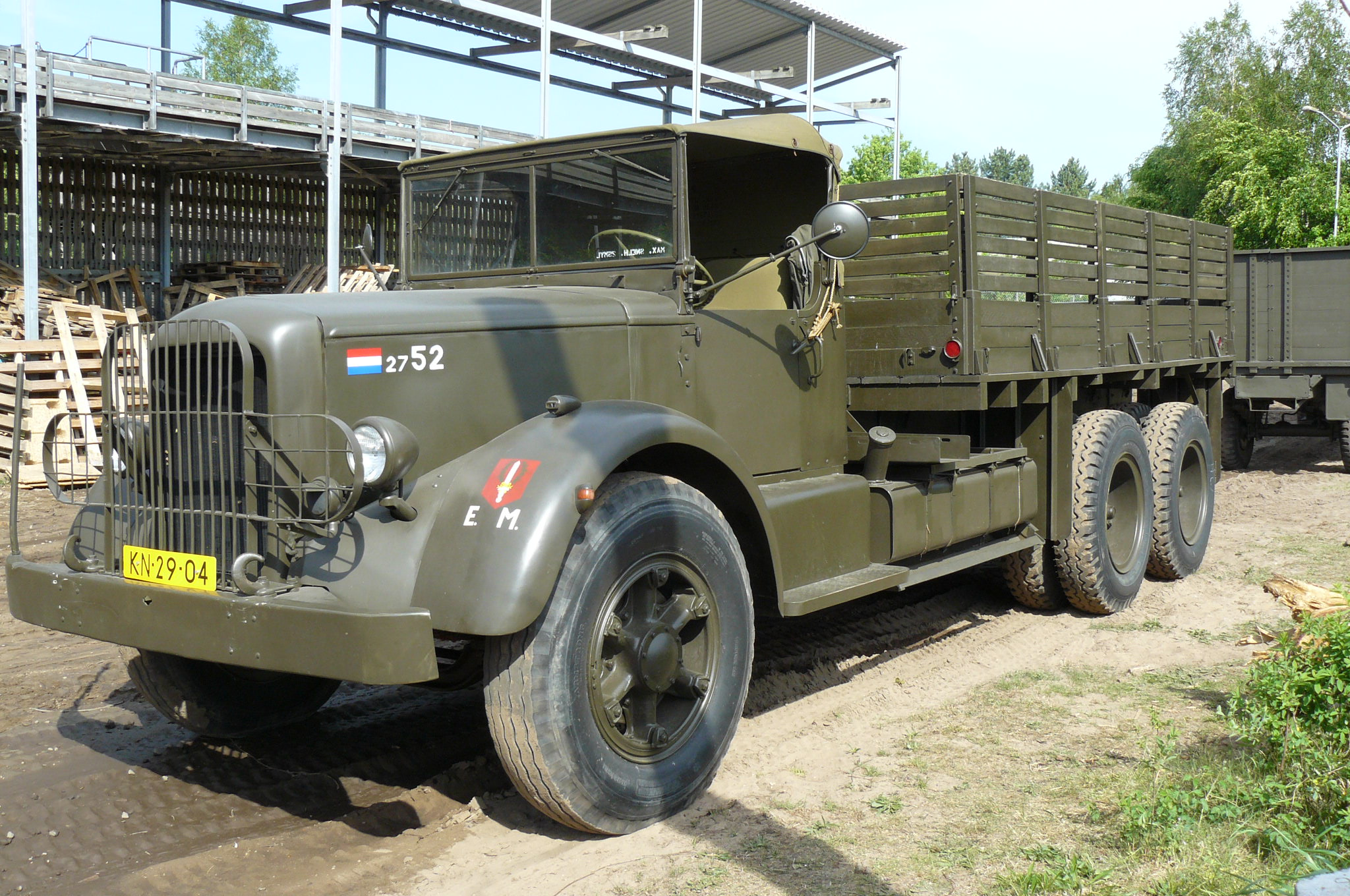
Mack NR de la Seconde Guerre mondiale.
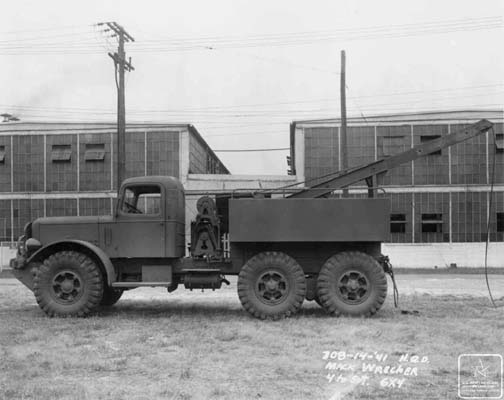
Mack dépanneuse 1941.
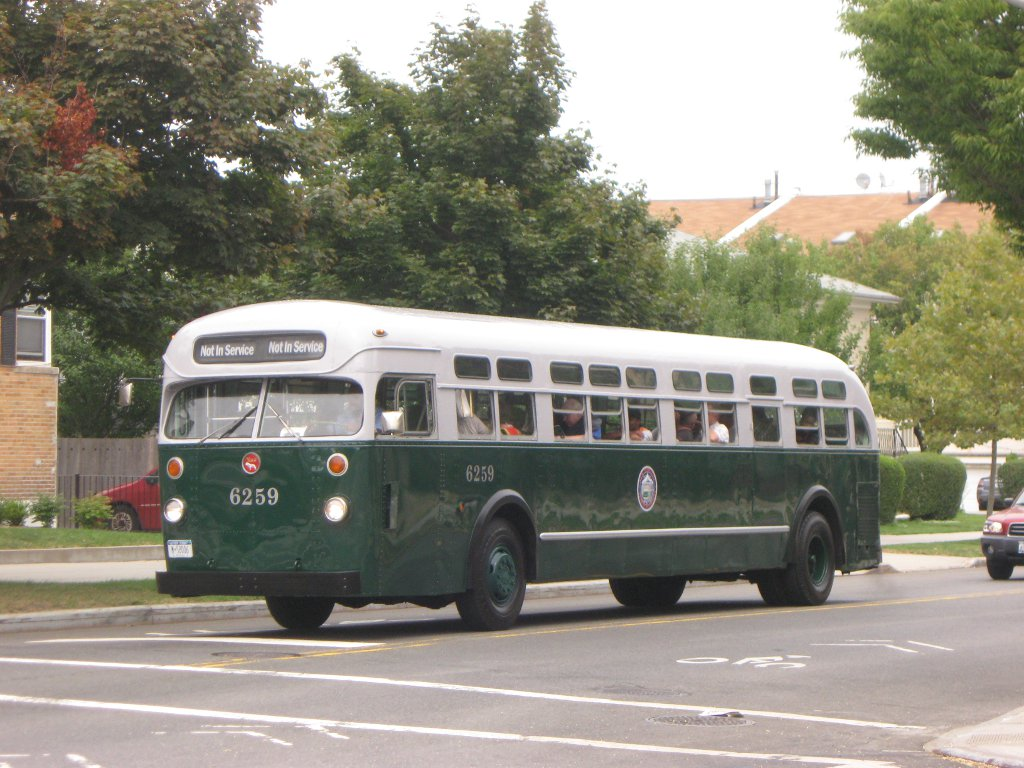
Mack C-49.

En 1950, une nouvelle série A fut disponible et un an plus tard, en 1951, la série E. En 1953, Mack introduisit un nouveau moteur, le Diesel Thermodyne et des modèles de camions, dont les nouvelles séries B à capot. Au total 127 786 camions de la série B furent construits et vendus jusqu'en 1966, époque où ce type de camion fut remplacé par la série R. En 1955, des camions à cabine avancée nommés séries D et N ; cette dernière partageait la cabine basculante Budd avec Ford.
En 1956, Mack acheta Brockway Motor Co. de Cortland, dans l'État de New York, et Brockway resta autonome jusqu'en 1977, date de la fermeture de l'usine.
En 1959, la série G, un camion à cabine avancée en aluminium, destinée à la Côte Ouest, et un choix de moteurs Mack ou Cummins.

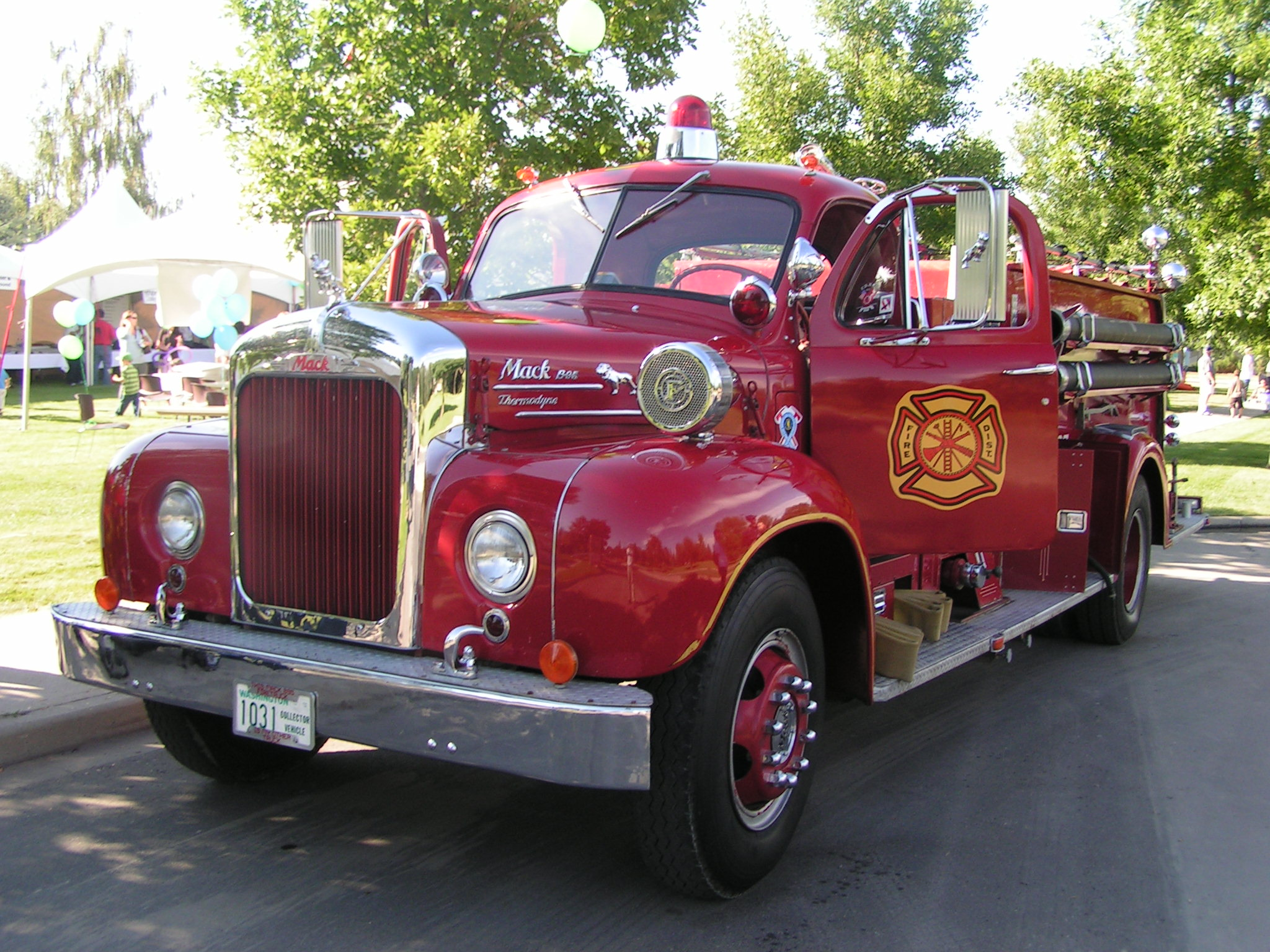
Camion de pompiers Mack B95 de 1961.
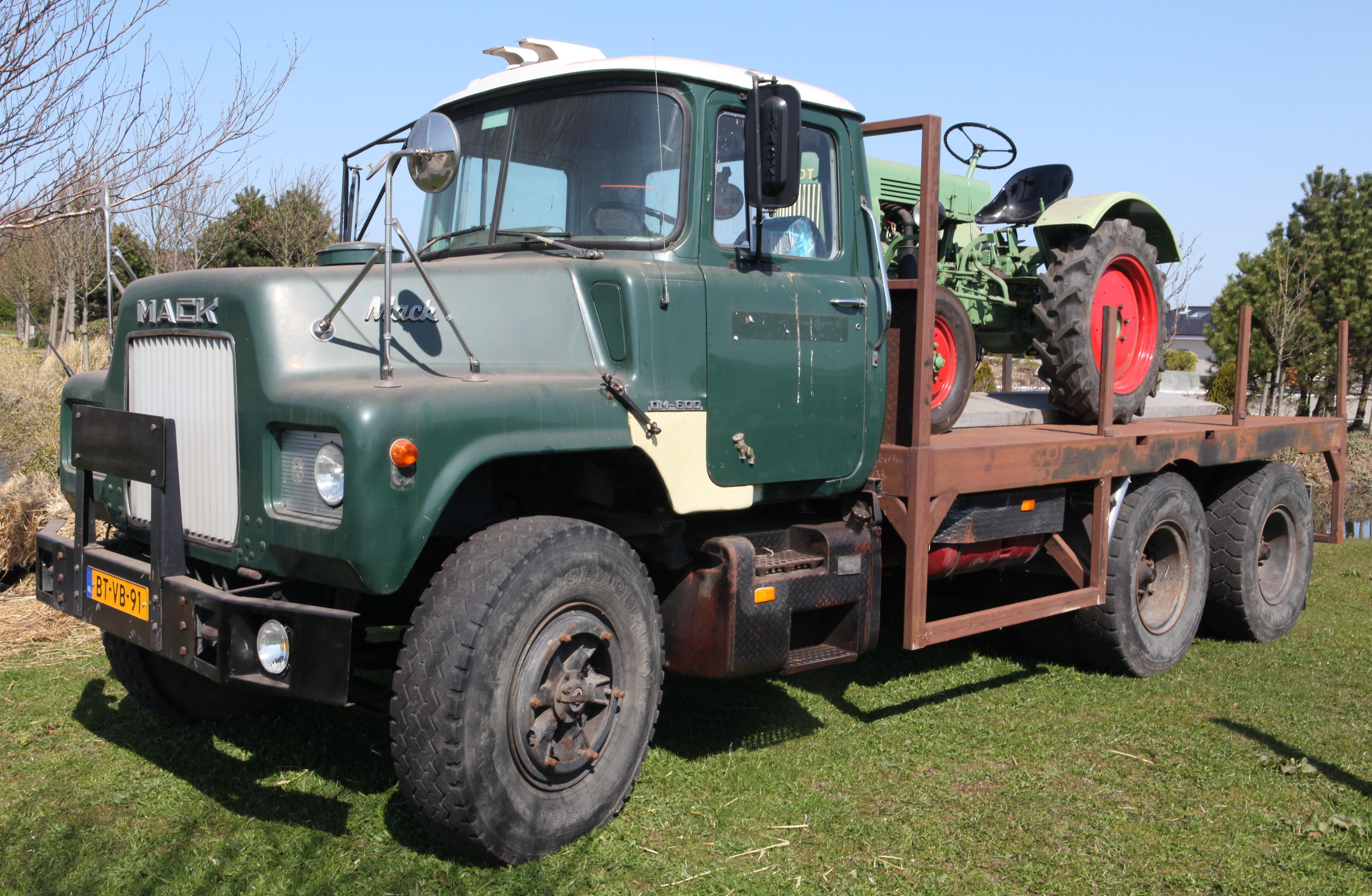
Mack DM 600 vers 1962.
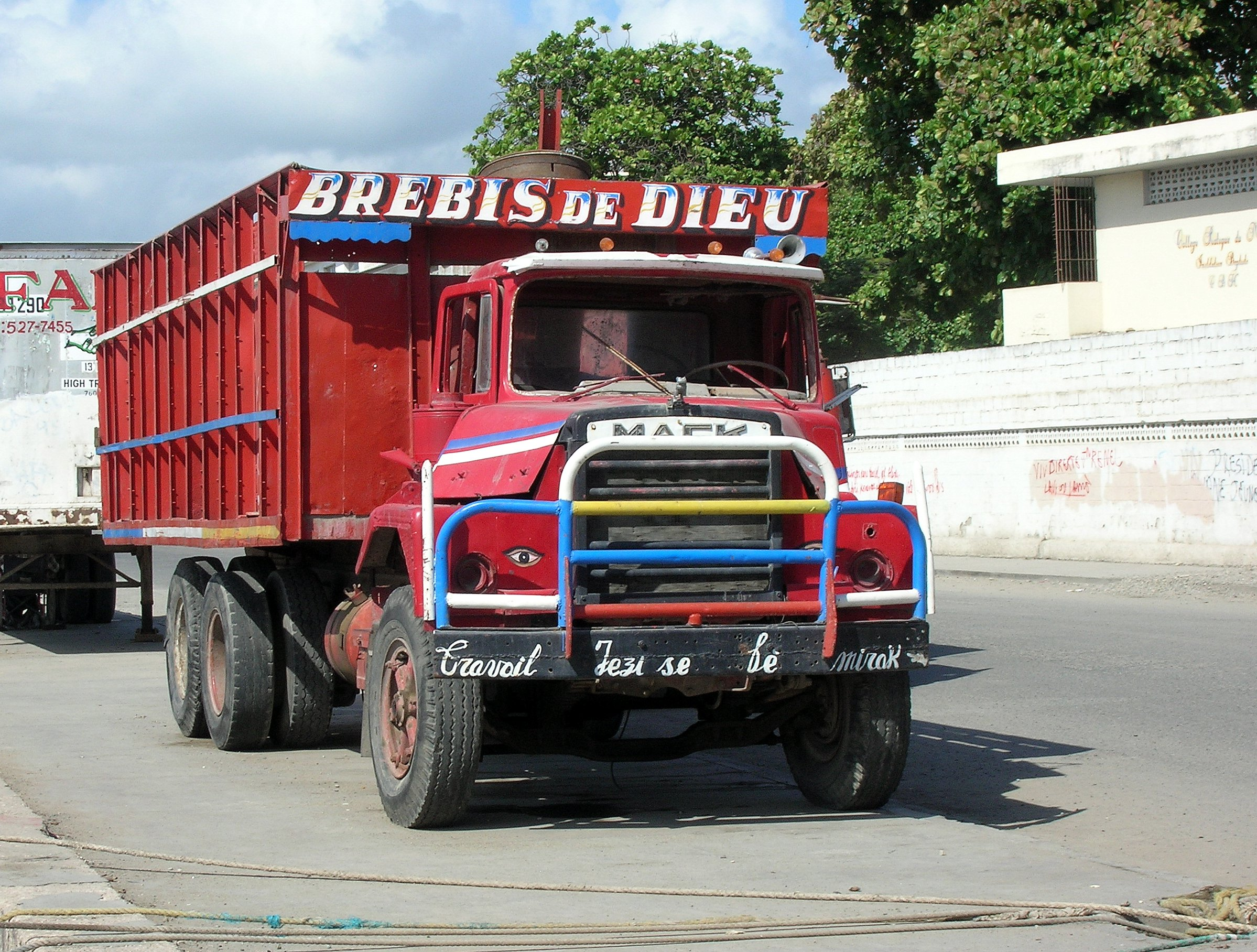
Un camion Mack Trucks déjà âgé à Cap-Haïtien, Haïti en 2006.
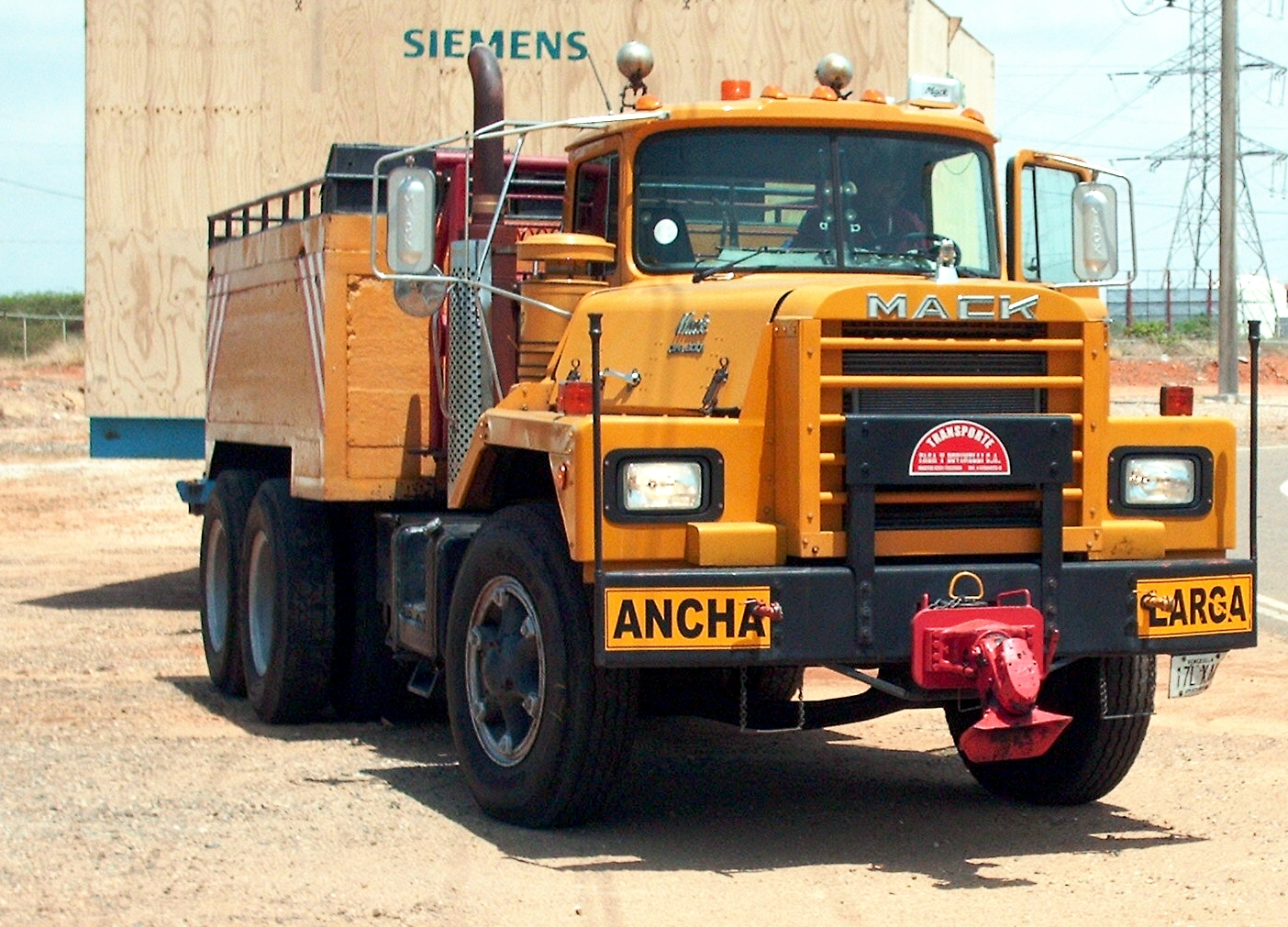
Camion Mack
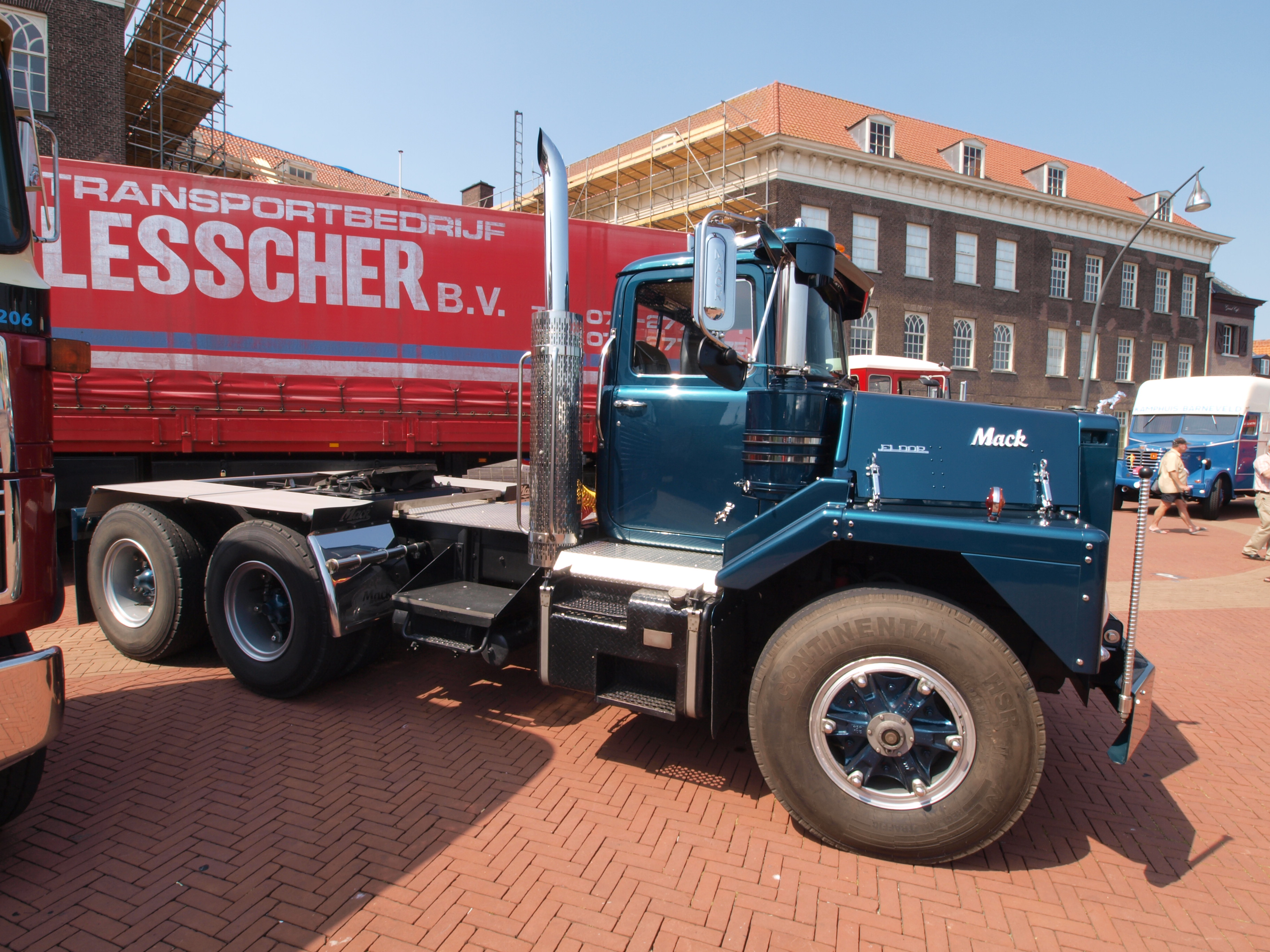
Mack FL 00R.

En 1962, le modèle MB apparut et aussi la série F, qui se vendit dans le monde entier. Pour l'usage des travaux publics, la firme introduisit ses robustes modèles DM.
En 1963, Mack reprit Camions Bernard, mais en 1966 la compagnie française cessa ses activités. Aussi la Série C est lancée.
En 1965, les séries R et U furent inaugurées. Contrairement à la série R, la série U était uniquement composée de tracteurs, avec une cabine décalée sur la gauche, cette curieuse disposition permettait au conducteur d'avoir un meilleur champ de vision.
En 1969, un nouveau moteur diesel, le maxidyne à puissance constante, et aussi la transmission Maxitorque à triple contre-arbre, furent disponibles. Ensuite l'entreprise prit le contrôle de Hayes (en), mais vendit la société à Paccar en 1974.
En 1971, le frein moteur Dynatard est breveté par Mack fut introduit sur le marché. En 1975, la série WL Cruise-Liner fut annoncée comme le camion à cabine avancée pour des longues distances. En 1977, la firme propose le Mack-Pack, un dumper articulé à déchargement par le bas, destiné pour les mines à ciel ouvert. En 1978, les modèles MC et le RW Super-Liner à capot furent proposés.
En 1979, à la suite de l'entrée de Renault aux États-Unis, et du partenariat avec AMC, Renault entre dans le capital de Mack, avant de devenir le seul maître à bord après l’OPA de 1990. Il sera très difficile à Renault de réorganiser le géant américain, troisième constructeur local, mais elle finira par y arriver à la fin des années 1990, avec de longues années de pertes. Mais cette synergie a permis le partage de composants : des moteurs Mack chez Renault et des cabines et châssis Renault chez Mack.
À la suite du rachat du groupe Renault VI/Mack par Volvo AB (Volvo AB ayant acheté 100 % des parts du groupe Renault VI/Mack au groupe Renault SA, et Renault prenant 20 % des parts de Volvo AB, ce qui en fait l'actionnaire majoritaire), Mack Trucks fait maintenant partie du groupe Volvo AB.

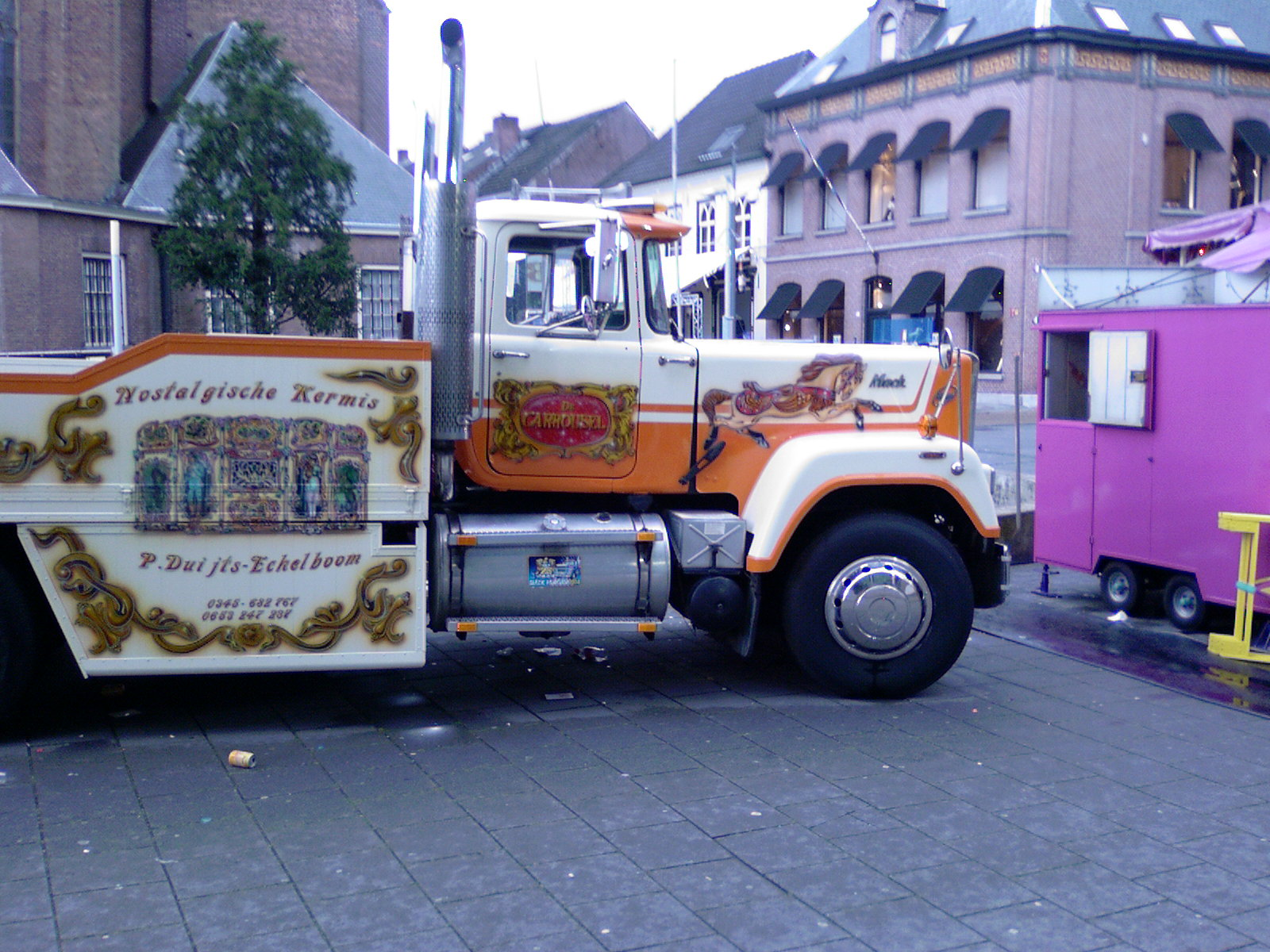
Mack en 2005.
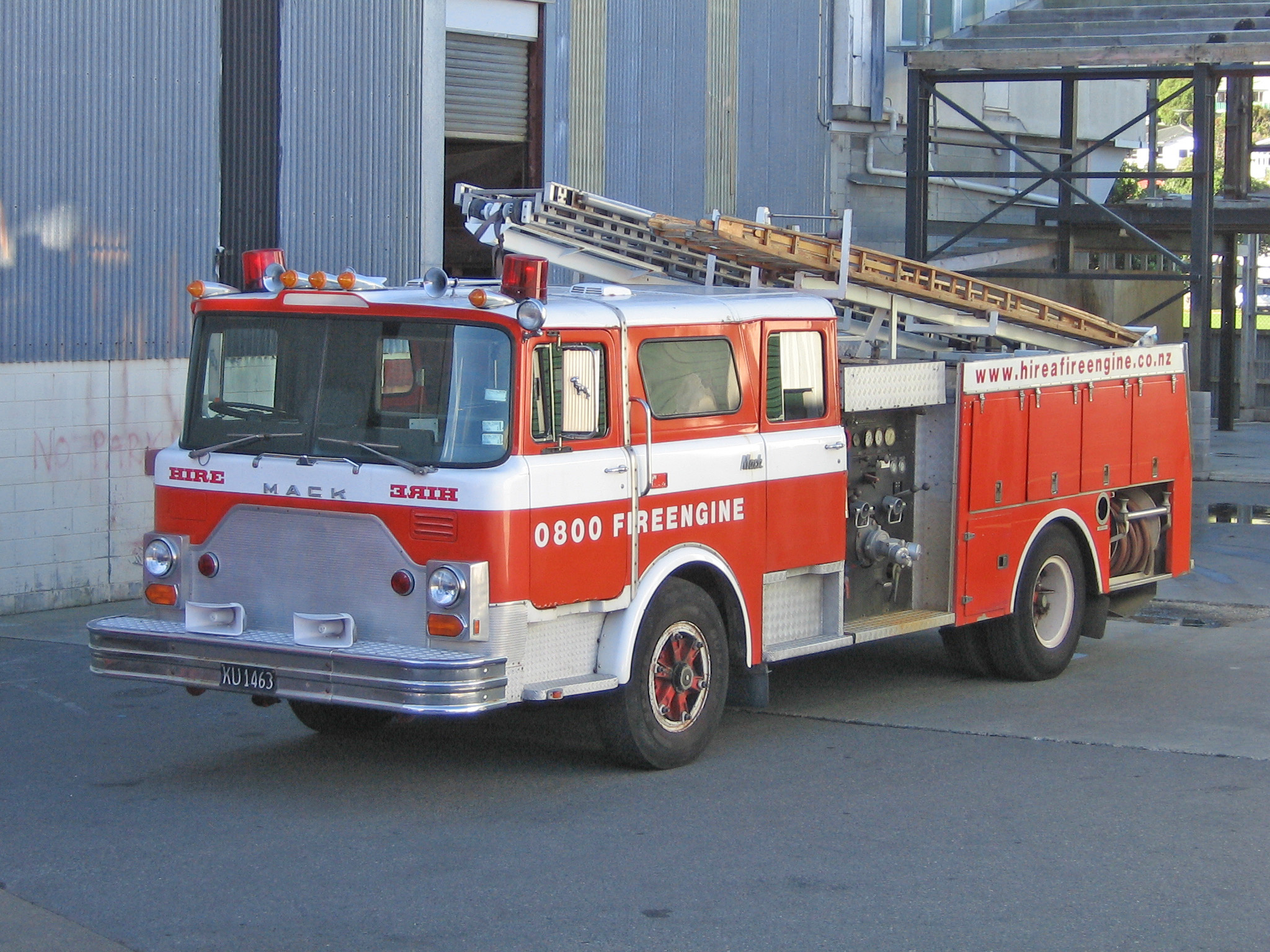
Camion de pompiers Mack en 2007.
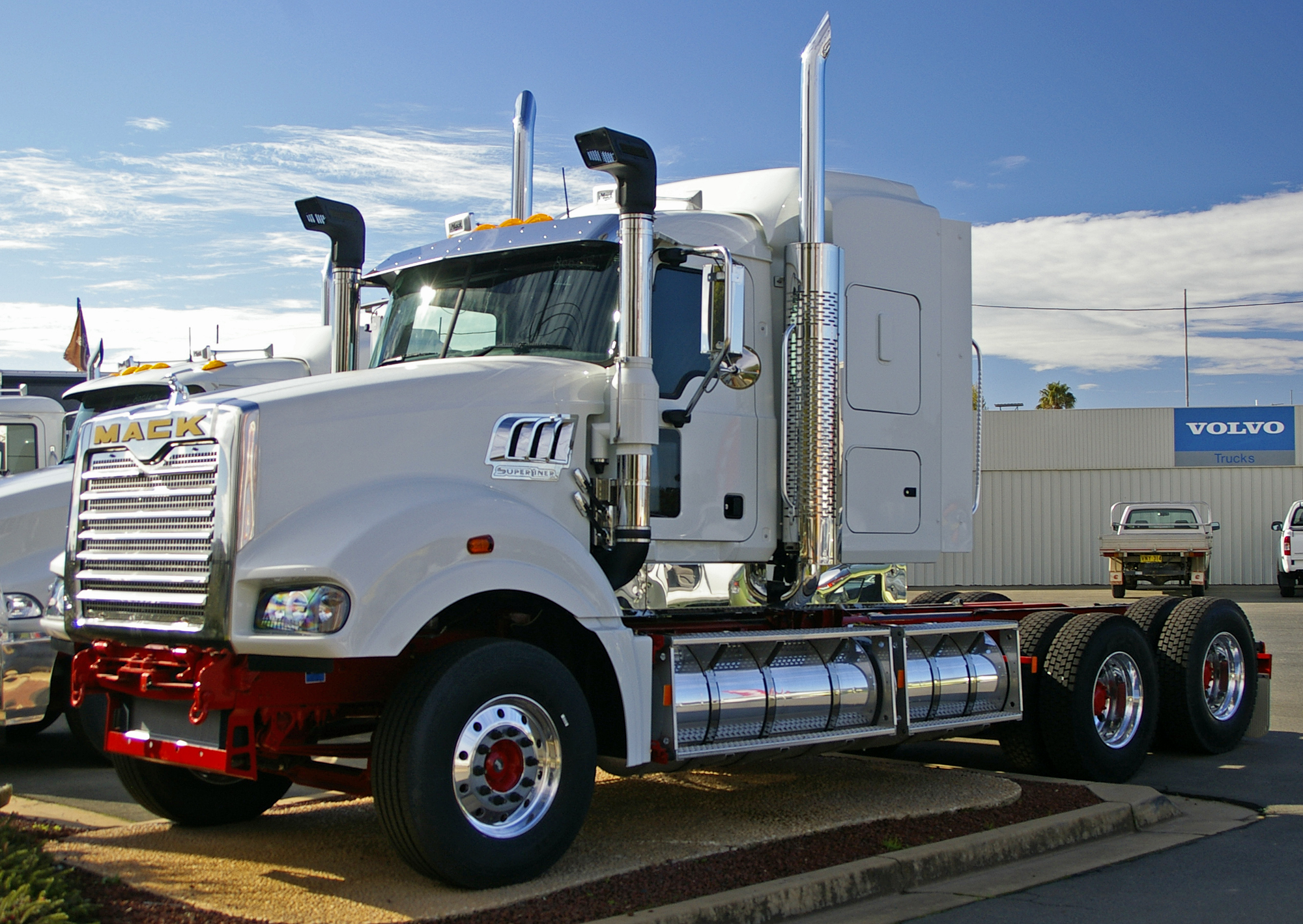
Mack Superliner.
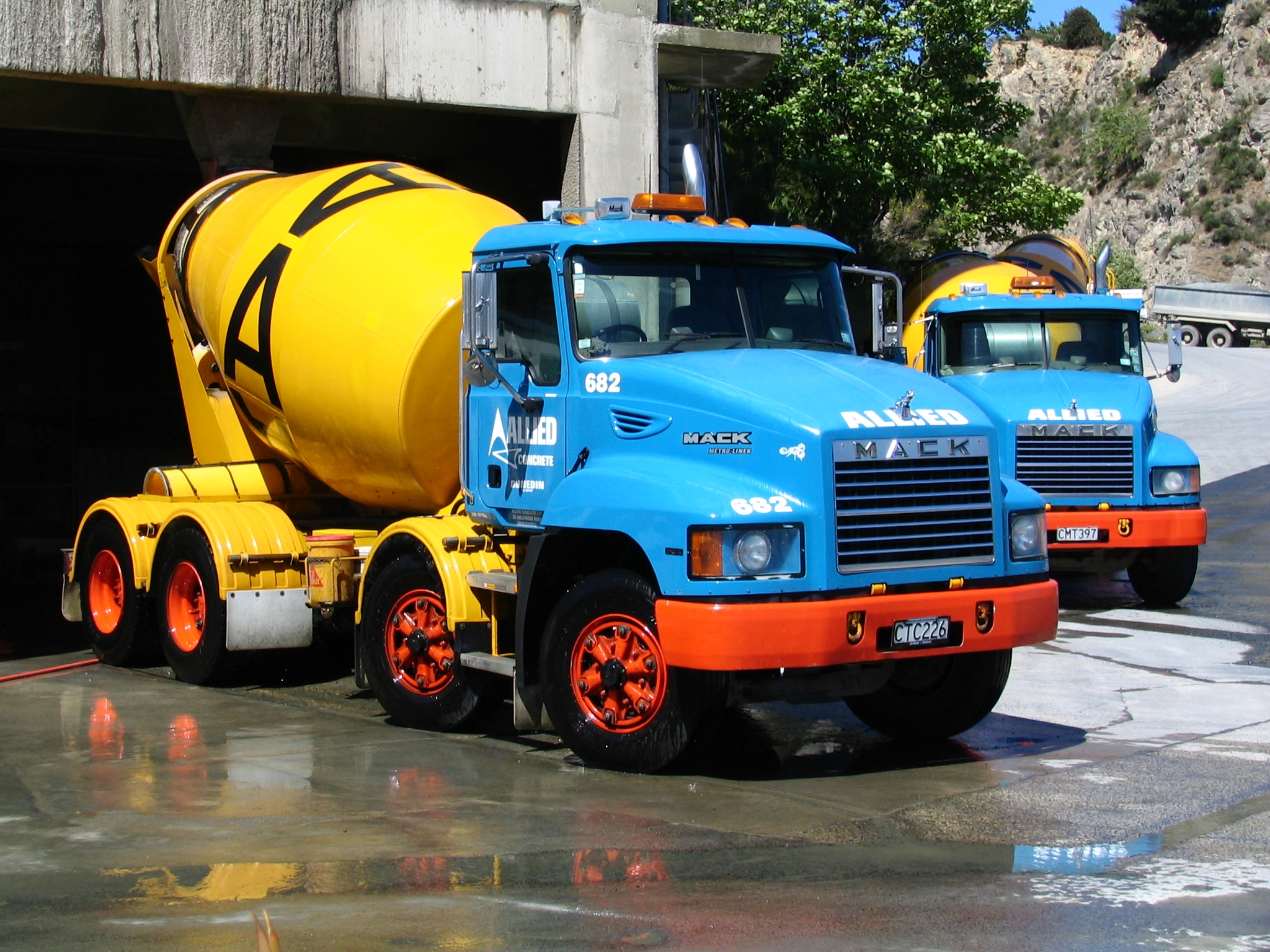
Mack
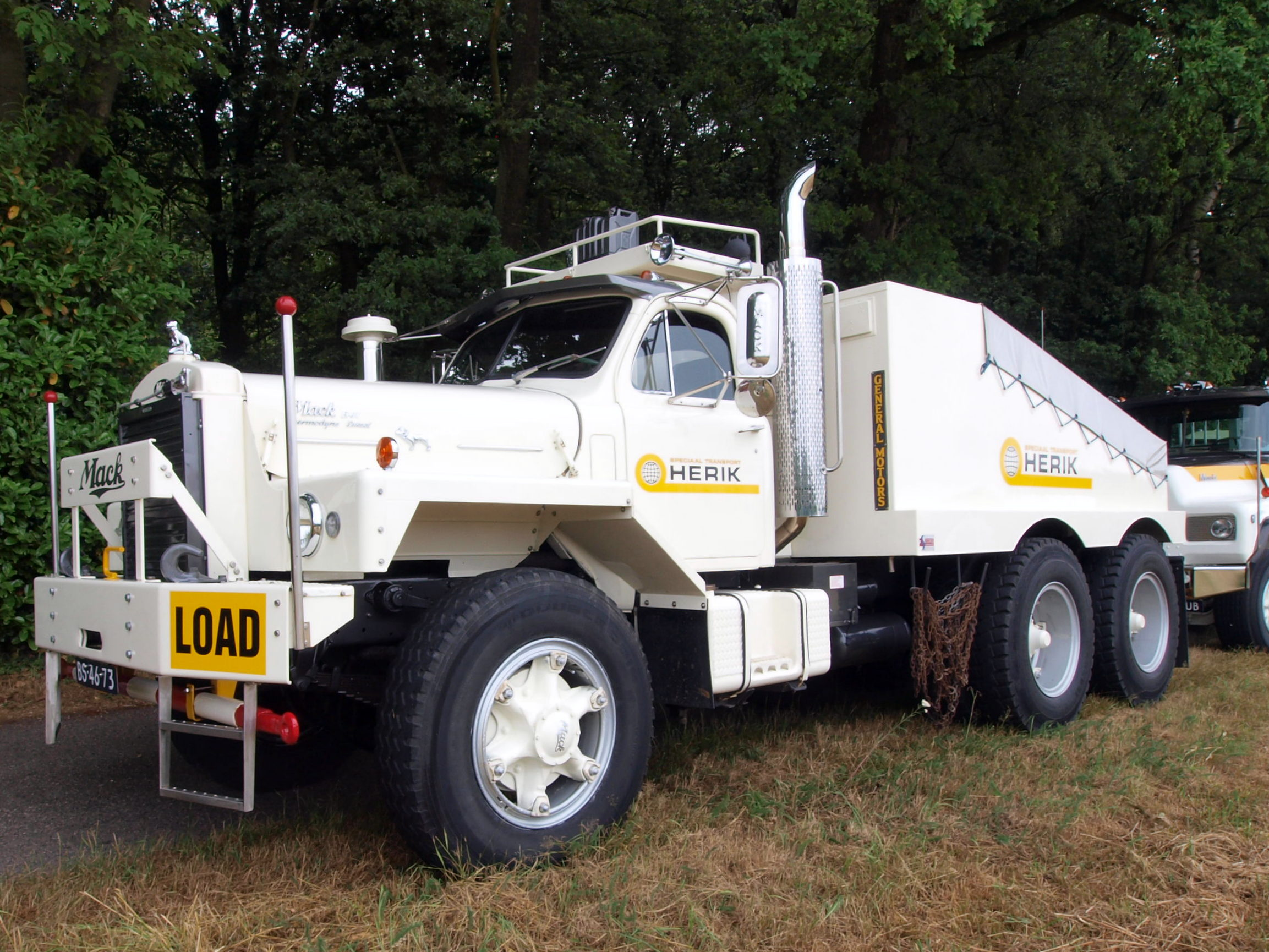
MACK B80 SX en 2010
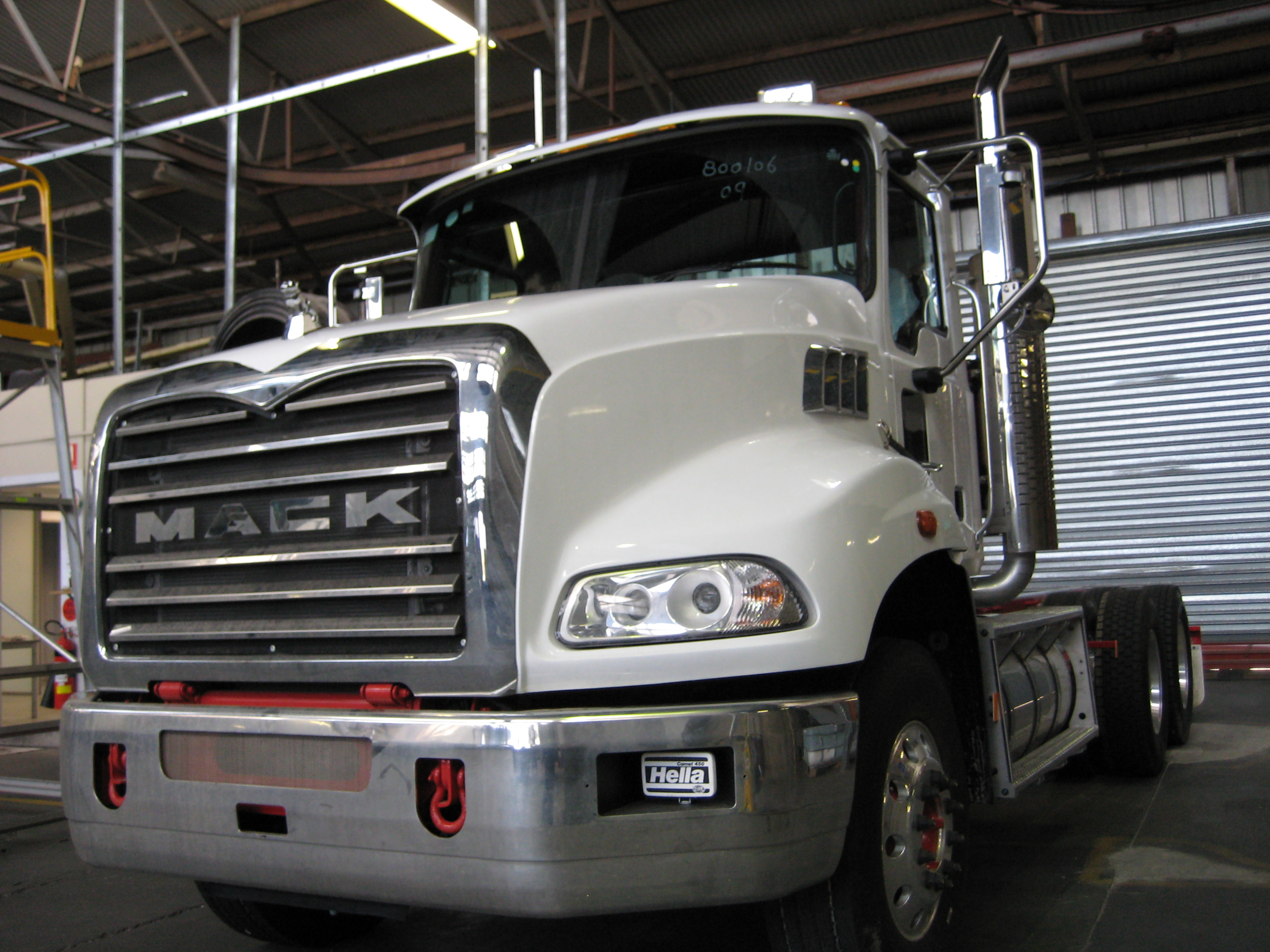
Mack Granite.
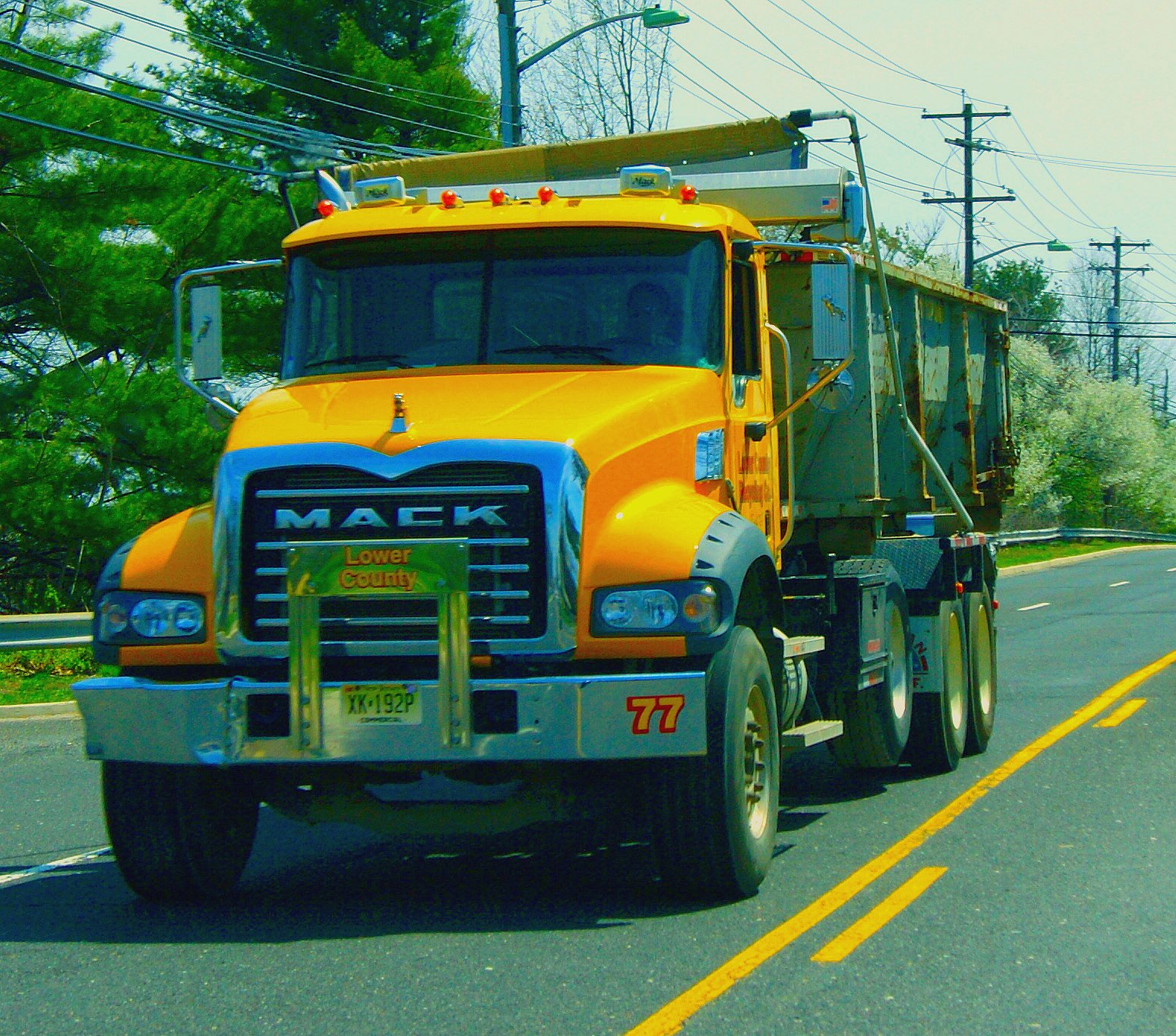
Mack Granite Rolloff en 2011.

En 1982, le Mack MH UltraLiner, un C.O.E. (camion à cabine avancée) fut introduit.
En 1988, le Mack CH est présenté et aussi le RB.
En 1992, le Mack CL fut inauguré.
En 1999, un nouveau tracteur aérodynamique pour les longues distances, le Mack Vision est proposé.
En 2001, un camion conçu pour les chantiers fut lancé, le Granite.

## Dans la culture populaire
- Dans Mad Max 2 : Le Défi, le camion du film est un Mack R685 ;
- dans la saga Cars (film) le camion de Flash McQueen est un Mack Superliner de 1981 ;
- dans Le Flic de Beverly Hills 2, le camion benne arrivant au manoir Playboy est un Mack DM ;
- dans Le Convoi (1978), The Duck, le meneur du convoi, et d'autres transporteurs, roulent en camions Mack ;
- divers Mack sont disponibles dans le jeu American Truck Simulator.